# Wahlergebnisse in Haaren
Hier befindet sich eine Auflistung der im Wahlbezirk Haaren durchgeführten Wahlen.

## Bundestagswahl

### 2005
Die Bundestagswahl fand am 18. September 2005 statt. Wahlberechtigt waren 388 Personen, von denen 276 tatsächlich zur Wahl gingen (Wahlbeteiligung: 71,13 %). Stärkste Partei wurde die SPD.
Im Folgenden eine Auflistung der Erststimmenbewerber:
| Kandidat                 | Stimmen | Prozent |
| ------------------------ | ------- | ------- |
| Neumann, Volker (SPD)    | 132     | 48,35 % |
| Schirmbeck, Georg (CDU)  | 105     | 38,46 % |
| Dr. Fischer, Petra (FDP) | 8       | 2,93 %  |
| Meier, Silke (GRÜNE)     | 16      | 5,86 %  |
| Bigus, Joachim (LINKE)   | 9       | 3,30 %  |
| Steinke, Horst (NPD)     | 3       | 1,10 %  |

Alle abgegebenen Zweitstimmen:
| Partei               | Stimmen | Prozent |
| -------------------- | ------- | ------- |
| SPD                  | 128     | 46,72 % |
| CDU                  | 90      | 32,85 % |
| FDP                  | 18      | 6,75 %  |
| GRÜNE                | 22      | 8,03 %  |
| LINKE                | 10      | 3,65 %  |
| NPD                  | 4       | 1,46 %  |
| Die Tierschutzpartei | 1       | 0,36 %  |

Von den 276 abgegebenen Stimmen waren alle 273 Erststimmen und 274 Zweitstimmen gültig.

### 2009
Die Bundestagswahl fand am 27. September 2009 statt. Wahlberechtigt waren 410 Personen, von denen 242 tatsächlich zur Wahl gingen (Wahlbeteiligung: 59,02 %). Stärkste Partei wurde die SPD.
Im Folgenden eine Auflistung der Erststimmenbewerber:
| Kandidat                       | Stimmen | Prozent |
| ------------------------------ | ------- | ------- |
| Spiering, Rainer (SPD)         | 96      | 39,67 % |
| Schirmbeck, Georg (CDU)        | 84      | 34,71 % |
| Seestern-Pauly, Matthias (FDP) | 15      | 6,20 %  |
| Dr. Nüßlein, Arnulf (GRÜNE)    | 26      | 10,74 % |
| Brauner, Manfred (LINKE)       | 16      | 6,61 %  |
| Heimsoth, Dirk (NPD)           | 5       | 2,07 %  |

Alle abgegebenen Zweitstimmen:
| Partei               | Stimmen | Prozent |
| -------------------- | ------- | ------- |
| SPD                  | 90      | 37,34 % |
| CDU                  | 74      | 30,71 % |
| FDP                  | 31      | 12,86 % |
| GRÜNE                | 23      | 9,54 %  |
| LINKE                | 15      | 6,22 %  |
| NPD                  | 2       | 0,83 %  |
| Die Tierschutzpartei | 1       | 0,83 %  |
| DVU                  | 2       | 0,83 %  |
| ödp                  | 2       | 0,83 %  |
| RRP                  | 1       | 0,41 %  |

Von den 242 abgegebenen Stimmen waren alle 242 Erststimmen und 241 Zweitstimmen gültig.

### 2013
Die Bundestagswahl fand am 22. September 2013 statt. Wahlberechtigt waren 426 Personen, von denen 270 tatsächlich zur Wahl gingen (Wahlbeteiligung: 63,38 %). Stärkste Partei wurde die CDU.
Im Folgenden eine Auflistung der Erststimmenbewerber:
| Kandidat                       | Stimmen | Prozent |
| ------------------------------ | ------- | ------- |
| André Berghegger (CDU)         | 111     | 41,26 % |
| Rainer Spiering (SPD)          | 103     | 38,29 % |
| Seestern-Pauly, Matthias (FDP) | 2       | 0,74 %  |
| Zimmeck, Florian (GRÜNE)       | 28      | 10,41 % |
| Rohe, Bernhard (LINKE)         | 9       | 3,35 %  |
| Nocun, Katharina (PIRATEN)     | 7       | 2,60 %  |

Alle abgegebenen Zweitstimmen:
| Partei               | Stimmen | Prozent |
| -------------------- | ------- | ------- |
| CDU                  | 102     | 37,92 % |
| SPD                  | 89      | 33,09 % |
| FDP                  | 6       | 2,23 %  |
| GRÜNE                | 29      | 10,78 % |
| LINKE                | 14      | 5,20 %  |
| PIRATEN              | 4       | 1,49 %  |
| NPD                  | 4       | 1,49 %  |
| Die Tierschutzpartei | 2       | 0,74 %  |
| MLPD                 | 0       | 0,00 %  |
| AfD                  | 16      | 5,95 %  |
| pro Deutschland      | 1       | 0,37 %  |
| REP                  | 0       | 0,00 %  |
| FREIE WÄHLER         | 2       | 0,74 %  |
| PBC                  | 0       | 0,00 %  |

Von den 270 abgegebenen Stimmen waren 269 Erst- und Zweitstimmen gültig.

### 2017
Die Bundestagswahl fand am 24. September 2017 statt. Wahlberechtigt waren 417 Personen, von denen 282 tatsächlich zur Wahl gingen (Wahlbeteiligung: 67,63 %). Stärkste Partei wurde die CDU.
Im Folgenden eine Auflistung der Erststimmenbewerber:
| Kandidat                        | Stimmen | Prozent |
| ------------------------------- | ------- | ------- |
| André Berghegger (CDU)          | 115     | 40,78 % |
| Rainer Spiering (SPD)           | 89      | 31,56 % |
| Seestern-Pauly, Matthias (FDP)  | 19      | 6,74 %  |
| Polat, Fitz (GRÜNE)             | 24      | 8,51 %  |
| Riepe, Josef Heinrich (LINKE)   | 14      | 4,96 %  |
| Herdt, Waldemar (AfD)           | 20      | 7,09 %  |
| Bohnenkamp, Hermann (Bündnis C) | 1       | 0,35 %  |

Alle abgegebenen Zweitstimmen:
| Partei               | Stimmen | Prozent |
| -------------------- | ------- | ------- |
| CDU                  | 96      | 34,29 % |
| SPD                  | 85      | 30,36 % |
| FDP                  | 22      | 7,86 %  |
| GRÜNE                | 31      | 11,07 % |
| LINKE                | 11      | 3,93 %  |
| AfD                  | 24      | 8,57 %  |
| Die PARTEI           | 4       | 1,43 %  |
| Die Tierschutzpartei | 2       | 0,71 %  |
| BGE                  | 1       | 0,36 %  |
| ÖDP                  | 1       | 0,36 %  |
| FREIE WÄHLER         | 1       | 0,36 %  |
| DiB                  | 2       | 0,71 %  |

Von den 282 abgegebenen Stimmen waren 280 Erst- und Zweitstimmen gültig.

## Landtagswahlen

### 2008
Die Landtagswahl fand am 27. Januar 2008 statt. Wahlberechtigt waren 399 Personen, von denen 226 tatsächlich zur Wahl gingen (Wahlbeteiligung: 56,64 %). Stärkste Partei wurde die CDU.
Im Folgenden eine Auflistung der Erststimmenbewerber:
| Kandidat                     | Stimmen | Prozent |
| ---------------------------- | ------- | ------- |
| Lammerskitten, Clemens (CDU) | 99      | 44,20 % |
| Pahlmann, Heiner (SPD)       | 73      | 32,59 % |
| Westermeyer, Mathias (FDP)   | 20      | 8,93 %  |
| Polat, Filiz (GRÜNE)         | 12      | 5,36 %  |
| Rohe, Bernhard (LINKE)       | 13      | 5,80 %  |
| Ewering, Dieter (FW)         | 3       | 1,34 %  |
| Tarnozek, Ralf (NPD)         | 4       | 1,79 %  |

Alle abgegebenen Zweitstimmen:
| Partei               | Stimmen | Prozent |
| -------------------- | ------- | ------- |
| CDU                  | 94      | 41,59 % |
| SPD                  | 64      | 28,32 % |
| FDP                  | 26      | 11,50 % |
| GRÜNE                | 17      | 7,52 %  |
| LINKE                | 11      | 6,19 %  |
| FAMILIE              | 2       | 0,88 %  |
| Die Tierschutzpartei | 2       | 0,88 %  |
| NPD                  | 5       | 2,21 %  |

Von den 226 abgegebenen Stimmen waren 224 Erststimmen und alle 226 Zweitstimmen gültig.

### 2013
Die Landtagswahl fand am 20. Januar 2013 statt. Wahlberechtigt waren 431 Personen, von denen 239 tatsächlich zur Wahl gingen (Wahlbeteiligung: 55,45 %). Stärkste Partei wurde die SPD.
Im Folgenden eine Auflistung der Erststimmenbewerber:
| Kandidat                     | Stimmen | Prozent |
| ---------------------------- | ------- | ------- |
| Lammerskitten, Clemens (CDU) | 102     | 42,86 % |
| Pott, Guido (SPD)            | 91      | 38,24 % |
| Voßgröne, Rainer (FDP)       | 4       | 1,68 %  |
| Polat, Filiz (GRÜNE)         | 35      | 14,71 % |
| Brauner, Manfred (LINKE)     | 4       | 1,68 %  |
| Bohnenkamp, Hermann (PBC)    | 0       | 0,00 %  |
| Nobis, Ralf (PIRATEN)        | 2       | 0,84 %  |

Alle abgegebenen Zweitstimmen:
| Partei                     | Stimmen | Prozent |
| -------------------------- | ------- | ------- |
| CDU                        | 74      | 31,09 % |
| SPD                        | 80      | 33,61 % |
| FDP                        | 25      | 10,50 % |
| GRÜNE                      | 46      | 19,33 % |
| LINKE                      | 4       | 1,68 %  |
| Bündnis 21/RRP             | 0       | 0,00 %  |
| DIE FREIHEIT Niedersachsen | 0       | 0,00 %  |
| FREIE WÄHLER               | 2       | 0,84 %  |
| NPD                        | 2       | 0,84 %  |
| PBC                        | 1       | 0,42 %  |
| PIRATEN                    | 4       | 1,68 %  |

Von den 239 abgegebenen Stimmen waren 238 Erststimmen und von den 239 abgegebene Zweitstimmen ebenfalls 238 Stimmen gültig.

## Europawahlen

### 2014
Die Europawahl fand am 25. Mai 2014 statt. Wahlberechtigt waren 433 Personen, von denen 230 tatsächlich zur Wahl gingen (Wahlbeteiligung: 53,12 %). Stärkste Partei wurde die CDU.
Im Folgenden die genaue Stimmabgabe nach Parteien (Aufgelistet sind nur Parteien, die mindestens eine Stimmer erhalten haben).
| Partei           | Stimmen | Prozent |
| ---------------- | ------- | ------- |
| CDU              | 90      | 39,65 % |
| SPD              | 74      | 32,60 % |
| GRÜNE            | 35      | 15,42 % |
| FDP              | 4       | 1,76 %  |
| DIE LINKE        | 4       | 1,76 %  |
| Tierschutzpartei | 3       | 1,32 %  |
| PIRATEN          | 2       | 0,88 %  |
| FAMILIE          | 1       | 0,44 %  |
| PBC              | 2       | 0,88 %  |
| ÖDP              | 1       | 0,88 %  |
| CM               | 1       | 0,44 %  |
| DKP              | 1       | 0,44 %  |
| AfD              | 3       | 1,32 %  |
| PRO NRW          | 1       | 0,44 %  |
| NPD              | 5       | 2,20 %  |

Von den 230 abgegebenen Stimmen waren 227 gültig.

## Kommunalwahlen

### 2011

#### Landratswahl
Der Landrat wurde am 11. September 2011 in einer Direktwahl zwischen fünf verschiedenen Kandidaten ermittelt. Jeder Wähler hatte eine Stimme.
Unter Berücksichtigung der anderen Wahlbezirke setzte sich Lübbersmann mit 41,26 % durch.
| Kandidat                       | Stimmen | Prozent |
| ------------------------------ | ------- | ------- |
| Dr. Lübbersmann, Michael (CDU) | 68      | 31,19 % |
| Stiller, Frank (SPD)           | 72      | 33,03 % |
| Niermann, Annette (GRÜNE)      | 44      | 20,18 % |
| Maurer, Andreas (LINKE)        | 1       | 0,46 %  |
| Halfter, Guido (parteilos)     | 33      | 15,14 % |

Insgesamt waren 441 Personen stimmberechtigt. Von denen haben 223 ihre Stimme abgegeben (Wahlbeteiligung: 50,57 %). 218 der abgegebenen Stimmen waren gültig.

#### Kreistagswahl
Die Kreistagswahl fand am 11. September 2011 statt. Jeder Wähler hatte drei Stimmen, die beliebig auf die Parteien verteilt werden konnten. Nicht jede Stimme musste abgegeben werden.
| Partei | Stimmen | Prozent |
| ------ | ------- | ------- |
| CDU    | 259     | 41,37 % |
| SPD    | 213     | 34,03 % |
| GRÜNE  | 116     | 18,53 % |
| FDP    | 20      | 3,19 %  |
| UWG    | 7       | 1,12 %  |
| LINKE  | 7       | 1,12 %  |

Insgesamt waren 441 Personen stimmberechtigt. Von denen haben 223 ihre Stimme abgegeben (Wahlbeteiligung: 50,57 %). 626 der abgegebenen Stimmen waren gültig und 4 ungültig.

#### Ortsratswahl
Die Ortsratswahl fand am 11. September 2011 statt. Jeder Wähler hatte drei Stimmen, die beliebig auf die Parteien verteilt werden konnten. Nicht jede Stimme musste abgegeben werden.
| Partei | Stimmen | Prozent |
| ------ | ------- | ------- |
| CDU    | 272     | 43,45 % |
| SPD    | 213     | 32,59 % |
| GRÜNE  | 116     | 20,61 % |
| FDP    | 20      | 1,12 %  |
| LINKE  | 7       | 2,24 %  |

Insgesamt waren 438 Personen stimmberechtigt. Von denen haben 223 ihre Stimme abgegeben (Wahlbeteiligung: 50,91 %). 626 der abgegebenen Stimmen waren gültig und 5 ungültig.

#### Gemeindewahl
Die Ortsratswahl fand am 11. September 2011 statt. Jeder Wähler hatte drei Stimmen, die beliebig auf die Parteien verteilt werden konnten. Nicht jede Stimme musste abgegeben werden.
| Partei | Stimmen | Prozent |
| ------ | ------- | ------- |
| CDU    | 276     | 44,02 % |
| SPD    | 188     | 29,98 % |
| GRÜNE  | 144     | 22,97 % |
| FDP    | 6       | 0,96 %  |
| LINKE  | 13      | 2,07 %  |

Insgesamt waren 438 Personen stimmberechtigt. Von denen haben 223 ihre Stimme abgegeben (Wahlbeteiligung: 50,91 %). 627 der abgegebenen Stimmen waren gültig und 5 ungültig.

### 2016

#### Kreistagswahl
Die Kreistagswahl fand am 11. September 2016 statt. Jeder Wähler hatte drei Stimmen, die beliebig auf die Parteien verteilt werden konnten. Nicht jede Stimme musste abgegeben werden.
| Partei | Stimmen | Prozent |
| ------ | ------- | ------- |
| CDU    | 299     | 43,15 % |
| SPD    | 206     | 29,73 % |
| GRÜNE  | 119     | 17,17 % |
| FDP    | 9       | 1,30 %  |
| UWG    | 3       | 0,43 %  |
| LINKE  | 18      | 2,60 %  |
| AfD    | 39      | 5,63 %  |

Insgesamt waren 473 Personen stimmberechtigt. Von denen haben 244 ihre Stimme abgegeben (Wahlbeteiligung: 51,58 %). 693 der abgegebenen Stimmen waren gültig und 2 ungültig.

#### Ortsratswahl
Die Ortsratswahl fand am 11. September 2016 statt. Jeder Wähler hatte drei Stimmen, die beliebig auf die Parteien verteilt werden konnten. Nicht jede Stimme musste abgegeben werden.
| Partei | Stimmen | Prozent |
| ------ | ------- | ------- |
| CDU    | 322     | 46,87 % |
| SPD    | 228     | 33,19 % |
| GRÜNE  | 137     | 19,94 % |

Insgesamt waren 462 Personen stimmberechtigt. Von denen haben 242 ihre Stimme abgegeben (Wahlbeteiligung: 52,83 %). 687 der abgegebenen Stimmen waren gültig und 4 ungültig.

#### Gemeindewahl
Die Ortsratswahl fand am 11. September 2016 statt. Jeder Wähler hatte drei Stimmen, die beliebig auf die Parteien verteilt werden konnten. Nicht jede Stimme musste abgegeben werden.
| Partei | Stimmen | Prozent |
| ------ | ------- | ------- |
| CDU    | 273     | 39,62 % |
| SPD    | 239     | 34,69 % |
| GRÜNE  | 143     | 20,75 % |
| LINKE  | 18      | 2,61 %  |
| FDP    | 16      | 2,32 %  |

Insgesamt waren 462 Personen stimmberechtigt. Von denen haben 242 ihre Stimme abgegeben (Wahlbeteiligung: 52,38 %). 689 der abgegebenen Stimmen waren gültig und 4 ungültig.